# 原昌弘
±
原 昌弘（はら まさひろ、天文23年（1554年） - 元亀3年12月23日（1573年1月26日））は、戦国時代の武将。甲斐武田氏の家臣。宗一郎。兄弟に原昌栄がいる。
武田信玄の重臣で陣馬奉行であった原昌胤（隼人佑）の次男として生まれる。『南行雑録』によれば、元亀3年（1572年）の三方ヶ原の戦いにおいて戦死する。
『南行雑録』によれば、天正元年（1573年）9月7日には父の昌胤が高野山成慶院に日牌供養を行っている。『武田御日坏帳二番』によれば法名は「春院宗華禅定門」。